# Nelson Wilbert
Nelson Wilbert (São José do Ouro, 1969) é um pintor, desenhista e galerista brasileiro.
Formou-se em Artes Plásticas no Instituto de Artes da UFRGS em 1993. Fez sua primeira individual em 1994 no Projeto João Fahrion do Instituto Estadual de Artes Visuais, dedicado a novos talentos, e depois no Farol Santander, no Museu de Arte Contemporânea do Rio Grande do Sul, na Casa de Cultura Mário Quintana e em galerias privadas, e participou de muitas coletivas em diversas cidades do Brasil, bem como na França, Itália e Estados Unidos.
Seu trabalho faz constante referência a ícones da arte ocidental, buscando dar-lhes novos significados. A partir de 2004 passou a utilizar recursos digitais para sobrepor imagens de obras famosas com padronagens decorativas, transferindo depois o resultado para a pintura e o desenho em grandes formatos. Sua produção tem sido reconhecida pela sofisticação estética e refinamento técnico. Tem uma longa e consolidada carreira, destacando-se entre os artistas gaúchos de sua geração. Em 2012 foi um dos indicados para o Prêmio Açorianos de Artes Plásticas na categoria Melhor Exposição Individual. Tem obras na Fundação Vera Chaves Barcellos, no Museu de Arte Contemporânea do Rio Grande do Sul e na Pinacoteca Barão de Santo Ângelo.
Para o crítico Roger Lerina, "Nelson Wilbert conduz o público a um universo onde a arte se torna uma orquestração ousada de referências, uma exploração audaciosa da apropriação e reinterpretação. Nesse cenário, o artista se revela como um maestro contemporâneo, habilidoso em conceber novos arranjos visuais. [...] Assim como um DJ combina samples diversos para forjar novos sons, o artista extrai elementos visuais de retratos renascentistas, padrões clássicos e populares, conferindo-lhes uma contemporaneidade vibrante em suas telas". Na interpretação de André Severo, "ao transformar e ser transformada pela apropriação, a imagem torna-se capaz de estender a forma que lhe possibilitou existência: relação, proximidade, adjacência. Ao que se afigura, o sensível possui o atributo especial – ou o poder sobrenatural – de tornar-se apropriável de um modo não exaurível; de instaurar a apropriação como um estado de sobrevivência da criação – sendo a imagem, em última instância, aquilo que permite ao artista realizar a possessão de algo sem esgotar (sem nem mesmo transformar) o objeto com o qual estabeleceu relação de contiguidade. Imaginar é se deixar atravessar e permitir que os resultados desse atravessamento sejam transmitidos; se faz assim, através da imagem, no domínio do sensível, a possibilidade de metamorfose, de travessia do lugar estreito onde estamos incorporados".
É um dos sócios da Ocre Galeria, voltada para a arte contemporânea brasileira, dando espaço para artistas emergentes e outros já consagrados.